# 수카사나

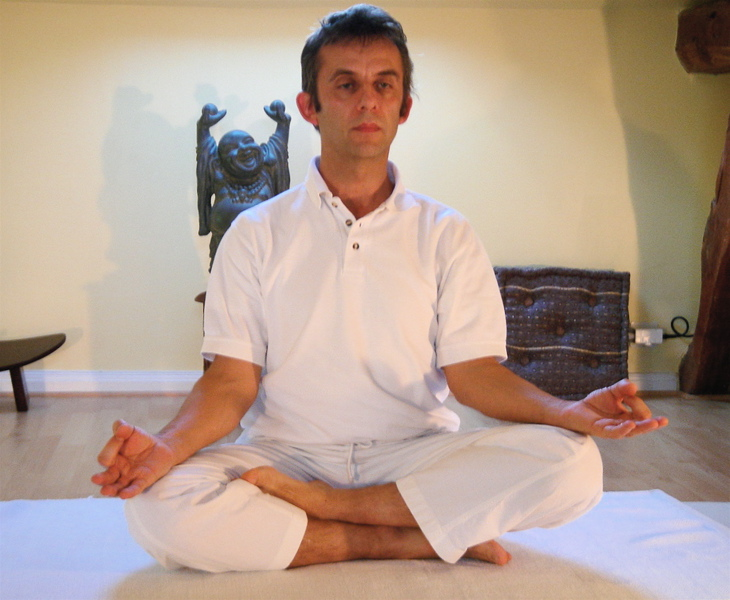

수카사나는 요가의 아사나 중의 하나로서, 보통 책상다리라는 자세이다.

## 같이 보기
- 파드마사나 - 결가부좌
- 아르다 파드마사나 - 반가부좌